# 福島県教育委員会
福島県教育委員会（ふくしまけんきょういくいいんかい）は、福島県の教育委員会である。

## 概要
福島県内の教育に関する事務を所掌する行政委員会であり、6人の委員で構成される。2022年4月現在の教育長は、大沼博文。近年は、学力向上、高校改革などの教育改革に取り組んでいる。
広義では、教育委員会の執行機関である教育委員会事務局を含めて、教育委員会と呼ぶこともある。

## 組織
- 教育総務課
- 財務課
  - 施設財産室
- 職員課
- 福利課
- 社会教育課
- 文化財課
- 義務教育課
- 高校教育課
- 特別支援教育課
- 健康教育課

## 所在地
- 〒960-8688　福島市杉妻町2-16

## 出先機関、所管の教育機関等
- 県北教育事務所
- 県中教育事務所
- 県南教育事務所
- 会津教育事務所
- 南会津教育事務所
- 相双教育事務所
- いわき教育事務所
- 福島県教育センター
- 福島県養護教育センター
- 福島県立図書館
- 福島県立美術館
- 福島県立博物館
- 郡山自然の家
- 会津自然の家
- 県立学校
  - 中学校1
  - 高等学校88
  - 特別支援学校14